# ستوینیک (سوپوت)
ستوینیک (به صربی: Stojnik) یک منطقهٔ مسکونی در صربستان است که در Sopot واقع شده‌است. ستوینیک ۶۴۲ نفر جمعیت دارد.